# Залесский, Вячеслав Константинович
Вячеслав Константинович Залесский (3 сентября 1871, Харьков — 10 ноября 1936, там же) — русский и украинский советский физиолог и биохимик растений, член-корреспондент АН УССР (1925), Заслуженный деятель науки УССР (1935).

## Биография
Родился 3 сентября 1871 года в Харькове.
В 1893 году окончил ХарГУ и остался работать там вплоть до 1899 года, с 1899-по 1903 год занимал должность заведующего кафедрой физиологии растений Новоалександрийского института сельского хозяйства и лесоводства в Пулавах.
В 1903 году возвращается в Харьковский государственный университет в качестве профессора, данную должность он занимал до своей смерти. Вячеслав Залесский был учеником В. И. Палладина. За две свои диссертации Вячеслав Залесский получил сначала учёную степень магистра, а затем и доктора. Вячеслав Залесский был известен также и как преподаватель физиологии на высших женских курсах
Скончался Вячеслав Залесский 10 ноября 1936 года в Харькове.

## Научные работы
Основные научные работы посвящены исследованию синтезу белковых веществ, определению участия соединения фосфора и железа в обмене веществ растительного организма. Все научные работы Вячеслава Константиновича отличаются большой точностью, осторожностью и хорошей методикой.
Разработал методы борьбы с головней пшеницы.